# Siri-feltet
Sirifeltet er et producerende oliefelt, der ligger i den danske del af Nordsøen, det er fundet i år 1995 og sat i drift i 1999.
Der er 8 produktionsbrønde og 4 vand/gas injektionsbrønde.
Reservoiret ligger på en dybde af 2060 m i sandsten af Paleocæn-alder.
Indtil nu er der produceret 11,993 mio. m3 olie og 1,330 mia. Nm3 gas samt 31,556 mio. m3 vand. Der er injiceret 39,216 mio. m3 vand og 1,246 mia. Nm3 gas.
Operatør: DONG E&P A/S.
Akkumulerede investeringer 6,94 mia. kr.
| Energi | Spire Denne artikel om produktion, distribution og forbrug af energi er en spire som bør udbygges. Du er velkommen til at hjælpe Wikipedia ved at udvide den. |